# Цифров фотоапарат
Цифровият фотоапарат е вид фотоапарат, в който изображението не се регистрира от фотографски филм, а от електронен сензор – CCD или CMOS матрица. Матрицата се състои от милиони независими един от друг светлочувствителни елементи – пиксели. Всеки пиксел преобразува попадналата върху него светлина в електричен заряд. Генерираните от матрицата електрични заряди се насочват към процесора. Процесорът на фотоапарата генерира от множеството електрични заряди едно цифрово изображение, което се съхранява в електронната памет на фотоапарата. Различните фотоапарати създават и съхраняват изображенията в различен електронен формат – най-често JPEG. Електронното изображение може да се прехвърли на компютър, да се обработи с фотообработващи програми и да се разпечата на фотографска хартия, или да се визуализира чрез други електронни устройства – телевизор, монитор, мобилен телефон.

## Видове цифрови фотоапарати

### Цифрови огледално-рефлексни апарати (D-SLR)
Цифровите огледално-рефлексни апарати (на английски: Digital – Single Lens Reflex, D-SLR) имат подвижно огледало, което насочва светлината от обектива към пентапризма или система от огледала, които я препращат към визьора. Така фотографът получава възможността да види през визьора на апарата конкретния образ, който ще достигне матрицата, а не умалено копие, както при цифровите фотоапарати, които не са огледално-рефлексни. Когато се натисне спусъкът на фотоапарата, огледалото се завърта и светлината се насочва към матрицата. Съвременните D-SLR апарати от висок клас имат режим Live View, който позволява на дисплея да се визуализира реалният образ, който предстои да се фиксира върху матрицата.

### Хибридни фотоапарати
Хибридните фотоапарати са кръстоска между компактните апарати и D-SLR апаратите, комбиниращи предимства и на двата вида. Представлява компактен по размерите си фотоапарат, но с предимства подобни на сменяемия обектив. Основното предимство на хибридните фотоапарати е липсата на вградено в корпуса огледало. Така те запазват малкия си размер, но въпреки това предоставят функции, подобни на огледало-рефлексните фотоапарати. За разлика от D-SLR апаратите, фотографът не получава възможност да види истинския конкретен обект, но получава възможно най-близкото до реално изображение: видеозапис на обекта, прожектиран на миниатюрен LCD екран. Някои по-нови модели разполагат освен с електронен дисплей и с допълнителен електронен визьор, който улеснява работата и позволява на фотографа да види реалното изображение. Разделителната способност на хибридните фотоапарати варира от 10 МР до 26 МР. Много от тях разполагат със сравнително големи сензори, което позволява по-добро качество на изображението при по-висока чувствителност.
Примери за цифрови, безогледални камери:
- Canon EOS M
- Fujifilm X
- Nikon 1
- Pentax Q
- Samsung NX

## Устройство на цифровите фотоапарати

### Матрица
Броят пиксели, които е способен да заснеме фотоапаратът, е в пряка зависимост от броя на активните елементи на матрицата. Матрицата е сложен полупроводников елемент, съставен от
множество светлочувствителни елементи, изградени от фотодиоди. Тези елементи са групирани и разположени по определен начин, така че да образуват матрица с възможност за адресируем достъп до всеки активен елемент от нея.
Обикновено количеството на елементите върху матрицата е по-голямо от необходимото за заснемане на максимално голямото възможно за даден апарат изображение, тъй като не всички елементи от матрицата се използват. Например цифровият фотоапарат „Canon Powershot A5 Zoom“ позволява да се снимат изображения с разделителна способност 1024x768 px, което дава общ брой от 768 432 пиксела. Производителят оповестява бройката на елементи на матрицата за дадения модел, равна на 810 000. Обикновено разликата между „работния“ и общия брой пиксели за един апарат е в рамките на 5%.
Тъй като технологията, по която се произвеждат матриците, е все още далече от съвършенството, практически невъзможно е да се произведе елемент със 100% работещи клетки, така че всяка матрица има известно количество „мъртви“ клетки. Освен това обикновено изображението предназначено за заснемане, се фокусира по такъв начин върху матрицата, че да попадне в средата ѝ, оставяйки разстояние до нейните граници. Разбира се, когато се снима изображение с по-ниска разделителна способност от максимално възможната, това води до намаляване на размера на проектирания върху матрицата участък. Отделно от всичко това, известно количество пиксели се използва в някои модели и за калибриране на чувствителността на сензора.
В голяма част от матриците се използват микроскопични лещи, разположени над всеки пиксел от матрицата и служещи за фокусиране и насочване на фотоните точно към определен участък от пикселния елемент, поради разлика в чувствителността на различните зони. Фотоните след това се поглъщат и генерират свободни токоносители във фотодиода, който се разполага непосредствено под микролупата в светлочувствителната област, а самата област запазва електрическия заряд на принципа на кондензатора. За да може матрицата да съхрани следващата снимка, тя периодично се инициализира (изчиства) с честота няколко десетки пъти в секунда.
Производителите на матрици използват и различни конструкции от филтри, пропускащи светлина с определена дължина на вълната (т.е. определен цвят). Най-често използваната при това технология е Bayer Pattern, която се характеризира с това, че зелените филтри са двойно повече от червените и сините. Освен това червените, зелени и сини филтри са шахматно разположени, така че няма два едноцветни филтъра един до друг, което намалява вероятността от появата на цветови дефекти и взаимното влияние на съседни пиксели.
Тъй като човешкото око е по-чувствително към светлина с дължина на вълната, съответстваща на зеления цвят, двойно по-големият брой зелени пиксели подобрява възприеманата от човешкото око цветна картина. Съотношението на цветовите съставки на видеосигнала е подобно и яркостта „Y“ е равна на 0.59G+0.30R+0.11B, при което субективно възприеманото от човешкото око изображение е с по-висока яркост, контраст и естествен цвят. Отделно от всичко казано дотук, производителите на цифрови апарати вграждат в изделията си микропрограми, изпълняващи различни алгоритми за подобряване и допълнителна обработка на изображенията с цел подобряване на проектираното върху матрицата изображение.

#### CCD матрица
CCD (Charge-Coupled Device) матрицата се състои от фотодетектори, чиито брой е определящ за разделителната способност на изображението. Тя се определя пряко от броя на чувствителните елементи, изграждащи CCD матрицата и следователно е от първостепенно значение за качеството на изображението. Оптическата система фокусира изображението, така то се проектира върху CCD сензора и след това се записва върху съответния носител на информация.
Пикселът е най-малкият елемент от едно изображение и е най-удобно да се използва за описване на възможностите на матрицата и за пресмятания, т.е. ако фотоапаратът може да заснеме изображение с разделителна способност 1280x960 пиксела, това дава общ брой на пиксели от матрицата равен на 1 228 800. Повечето цифрови апарати от нисък и среден клас съдържат една CCD матрица. Съвременните цифрови фотоапарати от по-висок клас използват по три отделни сензора за RGB-съставките на входящия сигнал.
Най-разпространените CCD матрици, използвани в компактните фотоапарати от любителския клас, са с размер на диагонала съответно 1/2.7", 1/2.5", 1/1.8" и 2/3".
Потребителят трябва да се интересува какъв е размерът на матрицата при покупка на цифров фотоапарат. При съвременните CCD чипове 1/2.5" е добър размер за 3 – 4 Mpx, 1/1.8" за 5 – 6 Mpx, а 2/3" за 7 – 8 Mpx.

#### CMOS матрица
CMOS (Complementary Metal-Oxide Semi-conductor) матрица – някои модели все още използват CMOS сензори. CMOS матриците притежават по-високи нива на шума и по-ниска чувствителност, в резултат от което се получават снимки с по-ниско качество. За сметка на това CMOS сензорите са по-евтини и използват значително по-малко енергия при работата си, което увеличава живота на батериите. Има и изключения, при които производителите, чрез специален хардуер и софтуер компенсират недостатъците на CMOS матриците, но това е рядкост.

#### Разделителна способност на матрицата
Разделителната способност на цифровото изображение се определя като броя на пикселите, от които то се състои. Схематично можем да опишем сензора като милиони елементи, които при досег със светлина генерират електрически заряд. Този импулс впоследствие се превръща в картина и след преминаване през система от филтри се записва като снимка. Съвременните фотоапарати използват CCD или CMOS матрица. CMOS сензорите са въведени в цифровата фотография. Те са по-евтини за производство и по принцип се предполага, че осигуряват по-ниско качество на изображението от CCD. Последното твърдение може да се оспорва, защото професионалните огледално-рефлексни модели на Canon например са оборудвани със сензор CMOS, а качеството на снимките не отстъпва на еквивалентните модели на Nikon, използващи CCD матрица. При избор на удобен фотоапарат обаче рядко някой се интересува от технологията на матрицата, защото нещо друго привлича веднага погледа – стойността за мегапикселите. Един от най-ефикасните начини за съблазняване на купувача е предлагането на все по-големи резолюции (разделителни способности). Стандартът при компактните апарати в това отношение се повишава изключително бързо. Той беше 8 – 10 Mpx, но на пазара излязоха модели с 15, 20 дори 25 Mpx.
Повечето производители маркират върху моделите си максималният брой пиксели, които фотоапаратът записва в паметта си. Този размер обаче може да бъде по-голям от максималния брой пиксели, формирани от оптиката на устройството. Увеличението се получава чрез процес на интерполация на изображението.

### Памет

#### Външни карти памет
Най-често собствената памет на цифровите фотоапарати е ограничена и затова се налага използването на външна памет, на която да бъдат запаметявани направените снимки, особено когато става въпрос за голям брой. Например при 16 MB вградена памет, е възможно записването на не повече от 10 – 12 снимки с разделителна способност 2048х1536 пиксела.
- COMPACT FLASH (CF) – този тип памет са избрали за повечето от моделите си цифрови апарати производители като Kodak, Nikon, Hewlett-Packard, Canon. Отличават се със здрава конструкция (дебелината им е около 3 мм), освен това имат вградена логическа схема, ускоряваща процесите на запис/четене на данни и някои от тях имат интегрирана буферна памет. Един от най-големите производители на 'compact flash' карти, фирмата SanDisk, вече предлага на пазара 512 MB модули, като в процес на разработване са 1 и 2 GB модули.
- SMART MEDIA (SM) – подобни на картите за фонокартни апарати (от типа Bulfon или Mobika), дори са още по-тънки и с по-малък размер. Производството им е по-евтино, но за сметка на тяхната по-слаба конструкция и на това, че изводите им са директно на повърхността и са достъпни за докосване и въздействие на статично електричество, изискват по-специално отношение, за да се избегне повреждането им. Максималният за момента обем на тези карти е 128 MB, който позволява върху нея да се запишат до 16 снимки с висока разделителна способност във формат TIFF (без компресия). Този тип карти се използват например в апаратите на Olympus.
- COMPACT FLASH TYPE 2 – позволява още по-големи обеми от по-малкия си роднина – 'compact flash', но се отличава и с по-големи размери, което се отразява върху размерите на целия цифров апарат. Твърдият диск на IBM – Micro Drive използва точно този формат, което дава възможност на потребителя да избира между наличните 340 MB и 1 GB твъри дискове във формат CF Type 2, които обаче не са от най-евтините.

### Батерии за цифров фотоапарат
Фотоапаратът може да използва един или няколко типа батерии, но обикновено става въпрос за специализирани (различни от обикновените АА) AA 1,5 V или презареждаеми Li-ion. Li-ion батерия е много по-добра от никел-метал-хибридната (NiMH). И двата типа позволяват презареждане и са по-добри от алкалните батерии. От своя страна алкалната батерия за цифров фотоапарат е по-добра от нормалната алкална батерия. Немислимо е поставянето на обикновени батерии във фотоапарата, защото те се изтощават изключително бързо. И тъй като всеки фотоапарат е различен (въпреки че моделите от една марка в повечето случаи използват един и същ тип батерии), важно е да се знае продължителността на живот на батерията на конкретния фотоапарат или броят на снимките, които може да се направят с дадена батерия.

### Дисплей на цифровия фотоапарат
Всички цифрови фотоапарати имат LCD дисплей с размери от 1,8 до 3,5" по диагонал. Дисплеят позволява приближаване и увеличаване на картината. По-голям LCD (около 5 см) означава от друга страна по-голям фотоапарат и по-голяма консумация от батерията. Обикновено размерът на дисплея се колебае между 1.5" и 2.5" в зависимост от модела. По-големият дисплей дава повече удобства. По-лесно се фокусира, ако фотоапаратът разполага с ръчен фокус, и по-лесно се работи при преглеждане и редакция на снимките. В същото време е добре да се знае, че големият дисплей при дълга работа отделя повече топлина и повишава нивото на шум в снимките. В това отношение най-добър е въртящият се дисплей, който е отделен от тялото на фотоапарата и топлинното му излъчване не оказва влияние на CCD матрицата. Той има много по-важна функция – осигурява удобство при снимането, като дава възможност на фотографа да снима лесно и бързо от различни гледни точки и дори да снима незабелязано от околните. Важно е антирефлексното (противоотразителното) покритие на дисплея да е добро, за да може той да се използва пълноценно и при силна слънчева светлина. Много зле изглеждат снимките при пряка слънчева светлина, зърнести при слаба осветеност или с малък обзорен ъгъл. Ако той е твърде тъмен или малък, едва ли човек ще е в състояние да вижда снимките си в него, докато е на плажа например. Някои устройства също така притежават и визьор, с който по-удобно се насочва апарата към обекта. Понякога обаче, колкото и да е добро антирефлексното покритие, не е достатъчно, за да бъде компенсирана напълно разликата в яркостта на дисплея и околната светлина. Тогава е най-добре да се ползва визьорът на фотоапарата. Обикновено този визьор е оптичен и само при моделите с голямо увеличение е електронен и представлява малък LCD дисплей в корпуса на апарата, който се наблюдава с увеличителен визьор.

### Аксесоари

#### Сенник (Lens Hood)
Целта на сенника е да предпазва навлизането на преки слънчеви лъчи върху челната леща на обектива. Има сенници с форма на пресечен конус, има и такива с форма наподобяваща на чашка на лале. Монтира се на външния край на обектива, където могат да се закрепят и други аксесоари (филтри, адаптери). В зависимост от това какво е фокусното разстояние на обектива се определят дължината и предният диаметър на конуса. За телеобективите е по-подходящ сенник, който е по-дълъг и по-тесен. Това се дължи на стеснения зрителен ъгъл. Докато при широкоъгълните обективи, сенника е къс и с широк преден диаметър на конуса.

## Настройки на фотоапарата

### Оптично и цифрово увеличение (Optical and Digital Zoom – ODZ)
- Оптично увеличение – има реална промяна на размера на обектите в снимката, без от това да страда качеството ѝ. Позволява приближаване или отдалечаване на обектите, без физически да се променя позицията, от която се снима. Оптичното увеличение се постига единствено от обектива. За доброто качество на снимките влияние оказва единствено оптичното увеличение. При избор трябва да е поне тройно (3х) оптично увеличение.
- Цифрово увеличение – интерполирано цифрово увеличение, при което липсващите пиксели просто се дорисуват от апарата по специално определен алгоритъм, заложен във фотоапарата, като при това реално се снижава качеството на снимката. С увеличението обаче трябва да се внимава – ако е над 3x е добре да се разполага с „бърз“ обектив или оптична стабилизация, за да не се получат размазани снимки.

### Стабилизатор на изображението (Antishake)
Голяма част от съвременните фотоапарати вече притежават стабилизатор на изображението, който работи при снимане или като функция, която може да се включва и изключва. Тя е много полезна в ситуации, когато не може да се постигне приемлив контраст на изображението, например при слабо осветление. Едно от неудобствата на стабилизатора на изображението е, че потребителят не може да го използва заедно с някой от сценичните режими. Апаратите от нисък клас използват софтуер, за да направят по-контрастно изображението на снимката. По-функционалните устройства, включително SLR апаратите използват един или два начина – оптична стабилизация на изображението (елемент от обектива компенсира трептенето в даден момент) или сензор за движение, чрез който матрицата на фотоапарата се измества, за да компенсира вибрациите.

### Оптичен стабилизатор (Image Stabilizer – IS)
При снимане с голямо оптично увеличение дори и най-малко потрепване на ръката води до разваляне на фокуса и резултатът е снимки с лошо качество и размазани обекти. Оптичният стабилизатор чрез специална система регистрира всяко трепване на апарата и подава сигнал към специален елемент, който компенсира вибрациите. За апарати с голямо оптично увеличение OIS е задължителен за получаване на качествени снимки.

### Баланс на бялото (White Balance – WB)
Всеки цифров фотоапарат трябва да намери относителна точка, представляваща бял цвят. На базата на нея, апаратът изчислява всички останали цветове, оформящи изображението. Ако например имаме халогенна светлина в стаята, то една бяла стена би изглеждала почти в жълто, а всъщност тя е бяла. Така ако фотоапаратът „знае“, че на практика стената е бяла, ще компенсира всички останали цветове и изображението ще бъде напълно точно. Повечето цифрови фотоапарати са снабдени с автоматична система за бял баланс. Но въпреки това понякога снимките се развалят, особено в случаите, когато в сцената доминира един цвят, да кажем зелено, или просто липсва реален бял цвят. Ето защо в много от фотоапаратите е внедрена система за ръчен бял баланс. Преди дадена снимка, вие можете да фокусирате върху дадено пространство в сцената и да посочите на фотоапарата, че това е действителен бял цвят.

## Прехвърляне на изображението

### Свързване с компютър
Съществуват различни методи за свързване на цифровия фотоапарат с компютър и почти всички устройства са оборудвани със софтуер, който го позволява. По-често използвани са:
- USB – Става все по-често използваният интерфейс за връзка на камерата и компютъра. Отличаващ се с достатъчно висока скорост на трансфер (над 10 MB/sec), USB изход е сглобен на почти всяко дъно без изключение, произведено през последните години, всички съвременни операционни системи го поддържат, и всичко това върви към по-бързия USB 2.0, който позволява още по-високи скорости.
- RS-232 (COM-порт) – Повечето по-стари модели апарати, особено от ниския ценови диапазон, използват този интерфейс за връзка с компютъра. За целта се използва кабел, свързващ апарата с извода „com“ на дънната платка на компютъра, който го има в 99,9% от новите и по-стари компютри. Недостатък на този широко разпространен интерфейс е ниската скорост на трансфер – до 115 Kbps, което може да доведе до голяма загуба на време при източването на съдържанието на памет дори и с 8 MB обем.
- IEEE 1394 FireWire – Интерфейсът позволява скорости на трансфер от порядъка на десетки Mbps, „горещо“ включване на устройства и вероятно има голямо бъдеще, преди безжичните интерфейси да излязат на преден план. Единственият текущ недостатък е необходимостта от интерфейсна карта, цените на които постоянно падат и са на нивото на един евтин SCSI адаптер.
- Инфрачервена връзка – Доста бавен интерфейс, но в замяна на това, неизискващ кабели.